# GThumb
gThumb（ジーサム）とは、GNOMEデスクトップ環境で利用可能な画像ビューアであり、かつ画像ブラウザである。GPLのもとに配布され、無償で自由に利用できる。

## 特徴

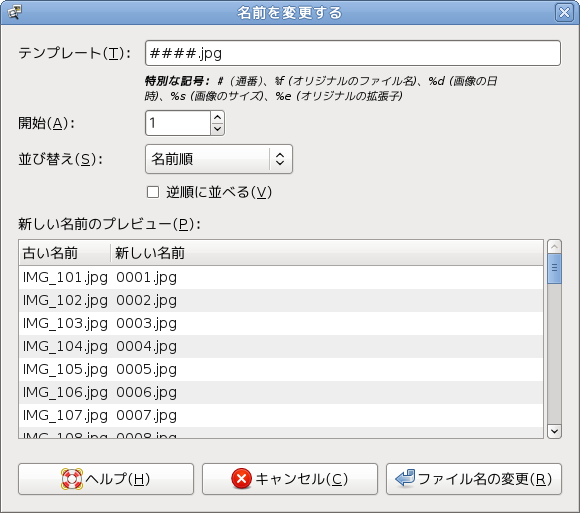

gThumbはシンプルなインタフェースを備え、デスクトップ上においてグラフィカルな操作で画像を扱うことができる。
画像ビューアとして利用する場合、画像を直接表示する以外に、スライドショーという特殊な機能も利用できる。画像の拡大、縮小、回転といった効果を加えることが可能である。また、画像ブラウザとして利用する場合、画像のコピーや貼り付け、切り取り、すべての画像の一覧表示などが行える。各々の画像に付けられたファイル名は、別の任意のファイル名へ一括変更する機能も備えている（右図参照）。
さらに、画像エディタとしての機能も備えている。画像の彩度や明るさ、コントラスト、カラーバランスの調整や、サイズの変更が行える。保存可能な形式には、JPEGやPNG、TIFF、TGAが用意されている。
gThumbはgPhotoと併せて利用することで、使用するデジタルカメラがサポートされている場合には、PTPによって直接画像をインポートすることが可能となっている。